# Baktüttös, Zala
Baktüttös  este un sat în districtul Zalaegerszeg, județul Zala, Ungaria, având o populație de 335 de locuitori (2011). 

## Demografie
Componența etnică a satului Baktüttös
     Maghiari (88,5%)
     Romi (10,62%)
     Germani (0,88%)
Componența confesională a satului Baktüttös
     Fără religie (5,67%)
     Necunoscută (93,43%)
     Atei (0,9%)
     Alte religii (1,19%)
Conform recensământului din 2011, satul Baktüttös avea 335 de locuitori. Din punct de vedere etnic, majoritatea locuitorilor (88,5%) erau maghiari, cu o minoritate de romi (10,62%). Nu există o religie majoritară, locuitorii fiind  și persoane fără religie (5,67%). Pentru 93,43% din locuitori nu este cunoscută apartenența confesională.